# Jerzy Rusecki
Jerzy Rusecki (ur. 28 stycznia 1940 w Katowicach, zm. 3 października 2014 w Katowicach) – polski prawnik, polityk, poseł na Sejm X kadencji.

## Życiorys
Syn Jana i Jadwigi. W 1964 ukończył studia prawnicze na Wydziale Prawa Uniwersytetu Wrocławskiego. Uzyskał następnie uprawnienia radcy prawnego, adwokata i rzecznika patentowego, podejmując działalność w tym zawodzie. Studiował również dziennikarstwo.
Pracę rozpoczął w 1964 w Dyrekcji Okręgowej Kolei Państwowych w Katowicach. Od 1972 był radcą prawnym i kierownikiem Zespołu Rzeczników Patentowych Głównego Biura Studiów i Projektów Górniczych w Katowicach. W 1970 został radcą prawnym w spółdzielczości rzemieślniczej i „Społem”, zatrudniony był również w  Stronnictwie Demokratycznym. Należał do krajowych i wojewódzkich władz samorządu radców prawnych.
Sprawował mandat radnego Wojewódzkiej Rady Narodowej w Katowicach i zajmował stanowisko jej wiceprzewodniczącego. W 1989 został posłem na Sejm kontraktowy z okręgu katowickiego z ramienia SD. Zasiadał w Komisji Ochrony Środowiska, Zasobów Naturalnych i Leśnictwa, Komisji Spraw Zagranicznych, w Komisji Konstytucyjnej i w trzech komisjach nadzwyczajnych. Bez powodzenia ubiegał się o reelekcję, wycofując się później z bieżącej polityki. Prowadził własną kancelarię adwokacką w Katowicach.
Został pochowany na cmentarzu przy ul. Wróblewskiego w Katowicach-Bogucicach.

## Odznaczenia
- Krzyż Kawalerski Orderu Odrodzenia Polski (1988)
- Srebrny Krzyż Zasługi (1981)[4]